# Het keerpunt
Het keerpunt is een hoorspel van Peter van Gestel. De NCRV zond het uit op maandag 7 maart 1966. De regisseur was Johan Wolder. De uitzending duurde 54 minuten.

## Rolbezetting
- Aart Staartjes (David)
- Jan Borkus (Almar, z’n vader)
- Tine Medema (Anna, z’n moeder)
- Maria Lindes (Myra, zijn zusje)
- Gerrie Mantel (Christa, z’n schoolvriendinnetje)
- Joke Hagelen (Vera, een kantoormeisje)
- Carol van Herwijnen (Michiel, zijn vriend)
- Jos van Turenhout (een voorbijganger)

## Inhoud
De hoofdpersoon, David, is een jongeman van negentien. Hij werkt al op kantoor, maar woont nog bij zijn ouders. Hoe onoverzichtelijk de situatie voor hem is, blijkt uit kortsluitingen die hij heeft juist met deze beide milieus. Achter de inderdaad weinig boeiende aspecten van zijn omgeving schemeren voortdurend beelden uit het verleden. “Je jeugd wordt pas werkelijkheid als ze voorbij is,” luidt zijn voorlopige conclusie. In die zin ervaart hij bijvoorbeeld een strandwandeling met een meisje, vlak na het eindexamen, als werkelijk. Het ruisen van de golven sluit aan op gefantaseer over een avontuurlijk bestaan op zee waarover hij met een vriend praat. ’s Avonds completeren allerlei droombeelden, die zijn eenzaamheid illustreren in vertekend perspectief, de frustratie waaronder hij lijdt. Het is zijn vader die hem de helpende hand reikt. Weliswaar blijft het nog bij een voorzichtig herkennen van het reeds half gewonnen terrein. De kloof van het niemandsland tussen de voorbije jeugd en het mistige gebied van een nieuwe werkelijkheid is nog niet overbrugd, maar David ziet waar het naartoe moet. “Een volwassen man,” peinst hij, “is iemand die zich met zijn toekomst verzoent. En je met je toekomst verzoenen, wil zeggen: vrede hebben met je verleden.”